# 福莫薩縣

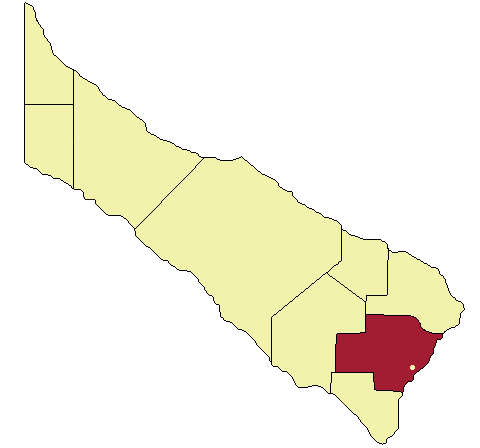

26°11′0″S 58°10′30″W / 26.18333°S 58.17500°W
福莫薩縣（西班牙語：Departamento Formosa），是阿根廷的縣份，位於該國東北部福爾摩沙省，首府設於福莫薩，面積6,195平方公里，每年平均降雨量1,000毫米，2010年人口234,354，人口密度每平方公里37.8人。